# Ареобинд
Вижте пояснителната страница за други личности с името Ареобинд.
Ареобинд (на латински: Areobindus; Ariovindus; на гръцки: Ἀρεοβίνδος; * 460; † сл. 512), пълно име Флавий Ареобинд Дагалайф Ареобинд (на латински: Flavius Areobindus Dagalaifus Areobindus) e източноримски политик и военачалник. През 512 г. той е издигнат за антиимператор за един ден против Анастасий I.

## Произход и кариера
Ареобинд е син на Дагалайф (консул 461 г.) и Годистеа (внучка на Аспар) е от гръцко-алански произход.
През 503 г. Ареобинд е произведен от император Анастасий на magister militum и получава командването в отново избухналата Персийска война. През 506 г. той е консул с колега в Италия Флавий Енодий Месала.
През 511 г. настъпват големи недоволства в столицата, след като Анастасий смъква патриарх Македоний и поставя на негово място патриарха на Антиохия, Тимотей I. Въстаналите отиват в дома на Ареобинд и го издигат като император. Ареобинд се крие до следващия ден от тълпата и се обявява за лоялен към Анастасий.

## Фамилия
Първи брак: с неизвестна жена; имат един син:
- Дагалайф

Втори брак: през 479 г. с Аниция Юлиана, дъщеря на западноримския император Олибрий и Плацидия. Те имат един син:
- Олибрий (консул 491 г.)